# Fundacja Słowo i Kropka
Fundacja Słowo i Kropka – polska fundacja z siedzibą w Poznaniu, działająca od 2017 roku. Od marca 2020 roku fundacja jest instytucją szkoleniową wpisaną w Rejestrze Instytucji Szkoleniowych (RIS).
Celem Fundacji jest popularyzacja czytania książek oraz słuchania audiobooków, słuchowisk, czy audycji poświęconych literaturze pięknej i popularnej. Ponadto fundacja wspiera rozwijanie umiejętności lektorskich poprzez czytanie przed mikrofonem książek, utworów literackich i popularnych oraz tekstów informacyjno-edukacyjnych. Zajmuje się też rejestrowaniem dźwiękowym bajek i powieści. Organizuje warsztaty i ćwiczenia.
Fundacja posiada własne studio nagrań oraz współpracuje z Wydawnictwem Skrzat.
Fundacja realizuje swoje cele przy współpracy Karoliny Wyrozumskiej i Anny Witoszek.

## Cele statutowe
Cele statutowe Fundacji:
- udział lub organizowanie imprez promujących artystów zwłaszcza aktorów i lektorów,
- organizowanie koncertów, występów artystów w kraju i za granicą,
- przygotowywanie audiobooków i nagrań lektorskich,
- propagowanie rozwoju edukacji artystycznej w szkołach podstawowych, gimnazjalnych i ponadgimnazjalnych zwłaszcza w zakresie właściwej emisji głosu, dykcji i interpretacji tekstów literackich,
- prowadzenie działalności wydawniczej w zakresie realizacji celów statutowych,
- prowadzenie szkoleń i kursów w zakresie realizacji celów statutowych.

## Działalność
Nasze Czytanie – projekt non profit zapoczątkowany z inicjatywy założycieli Fundacji Słowo i Kropka, jego celem jest popularyzowanie czytelnictwa, ułatwienie osobom niewidomym oraz niedowidzącym kontakt z literaturą polską i światową. Fundacja nagrywa w swoim studiu audiobooki bajek, legend, słuchowisk, które bezpłatnie udostępnia w Internecie. Honorowymi patronami projektu są Starosta powiatu poznańskiego oraz Marszałek województwa wielkopolskiego.
Nasze Czytanie – Lektury Szkolne – projekt non profit, polegający na nagrywaniu audiobooków, obowiązujących w Polsce lektur szkolnych. W styczniu 2020 roku fundacja zorganizowała zdalne nagrywanie lektur szkolnych. W akcji udział wzięli polscy lektorzy i lektorki, m.in.: Tomasz Knapik, Joanna Kołaczkowska, Dariusz Kamys, Anita Maroszek, Aneta Mazurek, Małgorzata Kościelniak, Wojciech Masacz, Jakub Urlich, Konrad Makowski, Agata Krawczyk, Janusz Zadura, Beata Kaczmarek, Aleksander Bromberek, Paweł Kot, Damian Warwas, Aleksandra Dzierżawska, Maciej Motylski, Grzegorz Kośmider, Paweł Wódczyński, Agnieszka Fajlhauer, Paulina Raczyło, Michał Rusnarczyk, Tekla Witoszek, Dariusz Wieteska, Leszek Wojtaszak, Alan Pavletta, Jakub Rutka, Krzysztof Baranowski, Krystyna Czubówna, Krzysztof Gadacz, Maciej Jabłoński, Katarzyna i Jarosław Juszkiewicz, Julita Lachowska, Alek Pawlikowski, Przemysław Strzałkowski, Maja Strzelczyk, Anna Szymańczyk, Wioleta Zalewska, Łukasz Klinke, Aleksandra Lis, Wojciech Masiak, Paweł Bukrewicz, Jarosław Łukomski, Janusz German, Łukasz Knopek Konopka, Mirella Rogoza-Biel, Tomasz Bartos, Artur Młyński, Michał Borejko, Rafał Żygiel, Dominika Sell-Kukułka, Jacek Brzostyński, Ireneusz Załóg, Magdalena Kropidłowska, Roch Siemianowski, Marcin Sołtyk. 12 sierpnia 2019 roku Prezydent Poznania, Jacek Jaśkowiak, objął ten projekt patronatem honorowym.

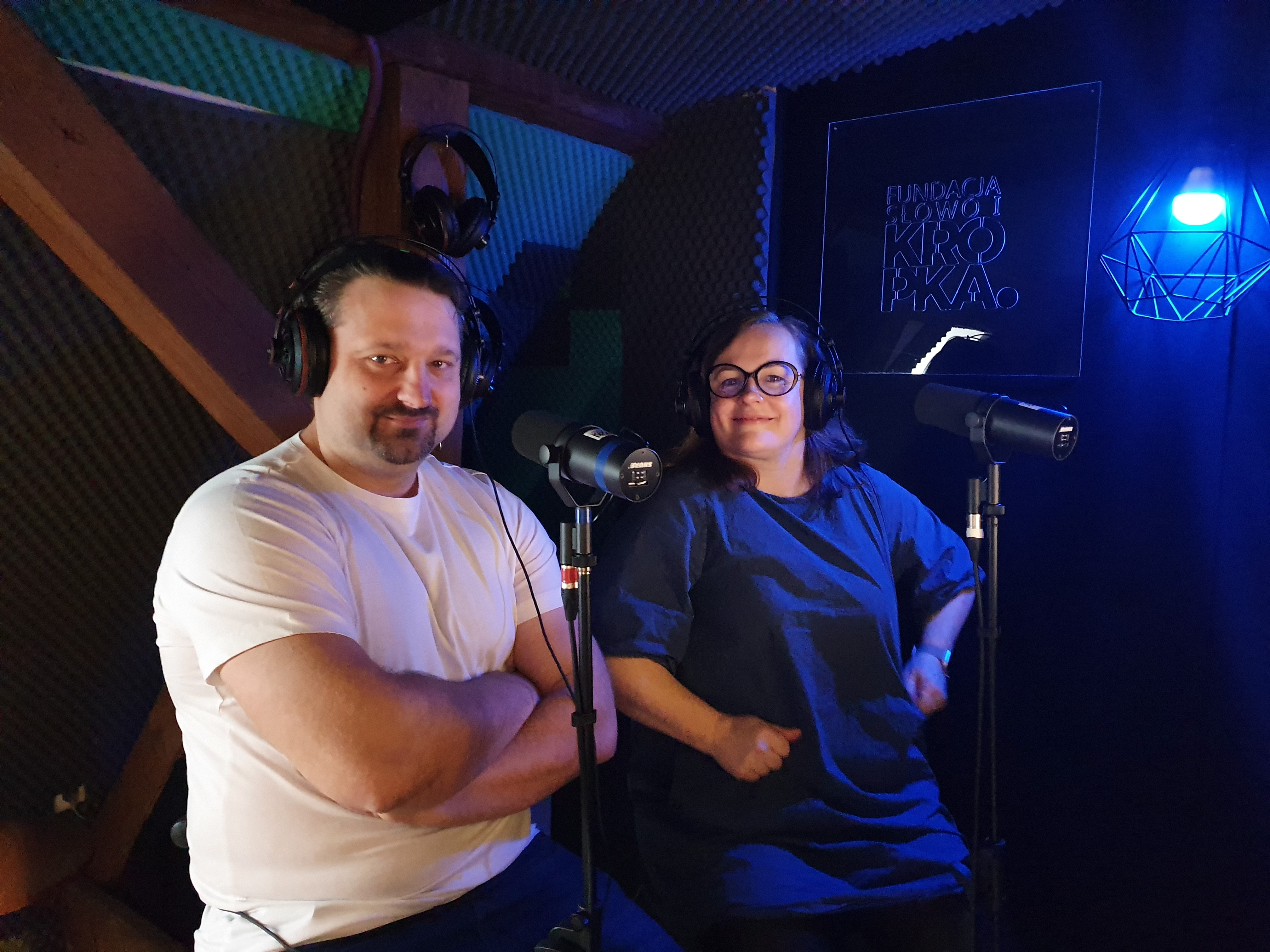
Joanna Kołaczkowska i Łukasz Pietsch (Kabaret Hrabi) w studiu Fundacji podczas nagrania (Poznań, styczeń 2020 r.)

Od stycznia 2020 roku fundacja w ten sposób zrealizowała:
- Doktor Dolittle i jego zwierzęta[18][19]
- Ania z Zielonego Wzgórza[18][20]
- Przygody Tomka Sawyera[18][21]
- Lalka[10]
- Król Maciuś Pierwszy[12]
- Syzyfowe prace[13]
- Opowieść wigilijna[22]
- Quo vadis[14]
- Robinson Crusoe[15]
- Sklepy cynamonowe[15]
- Mała księżniczka[23]
- Szewcy – słuchowisko[16]
- O krasnoludkach i o sierotce Marysi[24]
- W osiemdziesiąt dni dookoła świata[17]
- Przygody Sindbada Żeglarza[25]

Seniorze usłysz i nagraj swój głos – projekt Fundacji Słowo i Kropka oraz Wydziału Nauk Politycznych i Dziennikarstwa Uniwersytetu im. Adama Mickiewicza w Poznaniu zrealizowany w czerwcu 2019 roku. W przedsięwzięciu udział wzięły osoby w wieku emerytalnym, które nagrywały legendy, podania i baśnie z Wielkopolski.
Warsztaty z emisji głosu w szkołach oraz instytucjach kultury powiatu poznańskiego – bezpłatne warsztaty z emisji głosu, ćwiczeń aparatu mowy oraz nagrywania tekstów.
Szlakiem legend Powiatowej 17 – projekt polegał na przeczytaniu i nagraniu wybranych legend powiatu poznańskiego przez znane osoby z regionu.
Militarne czytanie – akcja promująca czytanie przez pilotów samolotów F-16. Zrealizowana została w 16. Bazie Lotnictwa Taktycznego w Krzesinach. Piloci nagrali audiobooki bajek w kabinie samolotu F-16.